# Boscarla de canyar
La boscarla de canyar o buscarla de canyar a les Balears o xitxarra de canyar al País Valencià (Acrocephalus scirpaceus) és una espècie d'ocell de l'ordre dels passeriformes molt semblant al boscaler comú. Viu a gairebé tota l'Europa temperada. Nia i és estiuenca a la península Ibèrica i a les Balears. Abunda al Delta de l'Ebre i a l'Empordà.
Mesura 13 cm de llargària. Té el dors castany (sense vions dorsals) i el ventre, la gorja i el pit blanquinosos, amb bandes ocràcies. Té una línia superciliar definida i poc contrastada.
Fonamentalment menja insectes però, a la tardor, també afegeix baies a la seua dieta. Es troba a les maresmes de l'interior i del litoral, també en basses i a les ribes dels rius. És típicament estival: arriba el mes d'abril i reprèn la migració des dels primers dies d'agost fins a la darreria d'octubre, mes durant el qual migren els joves de l'any.
El seu cant consisteix en estrofes grinyolants repetides dues o tres vegades.
Nidifica prop dels rius, a la part interior de Catalunya. Fa el niu, en forma de cistell i sospès a les tiges de les plantes dels canyissars, durant el mes de maig. És una construcció fonda feta amb herbes seques entreteixides formant una copa característica i ben amagada. Al maig-juliol la femella pon 4-5 ous, que tots dos progenitors covaran durant 12 dies, el mateix temps que els novells necessitaran per aprendre a volar. És una de les espècies més sovint parasitades pel cucut.

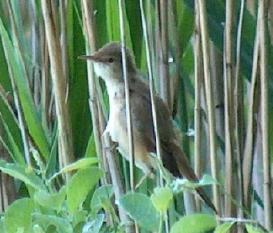
Exemplar fotografiat a Alemanya
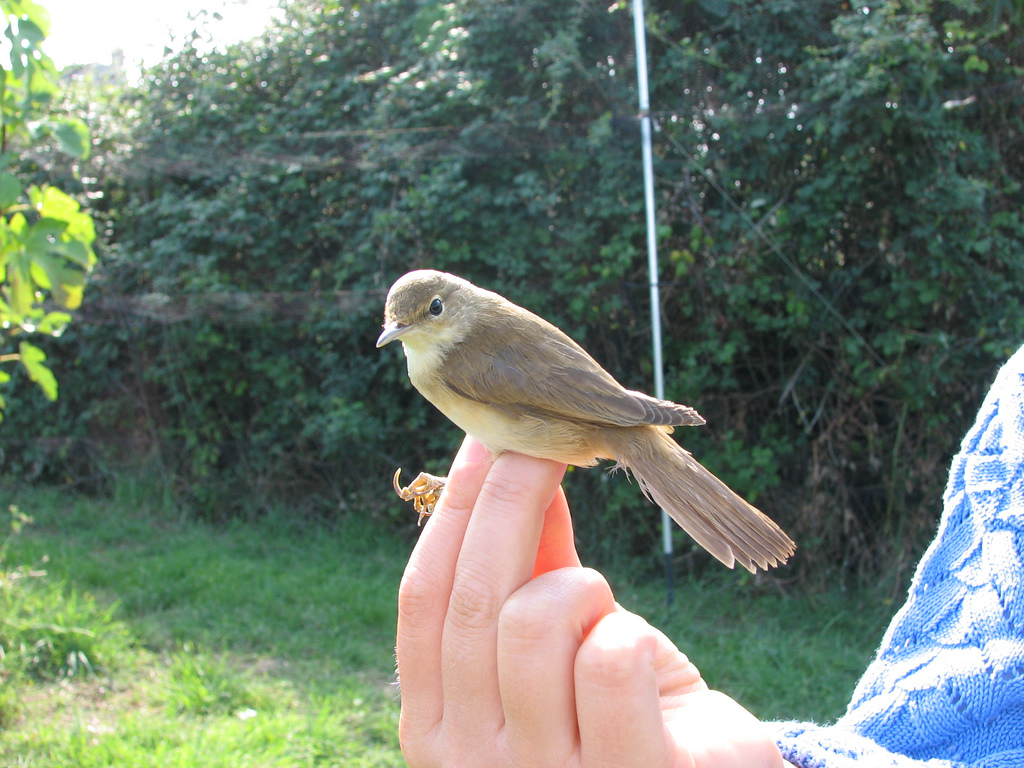
Exemplar fotografiat prop del Llac Trasimè (Itàlia)
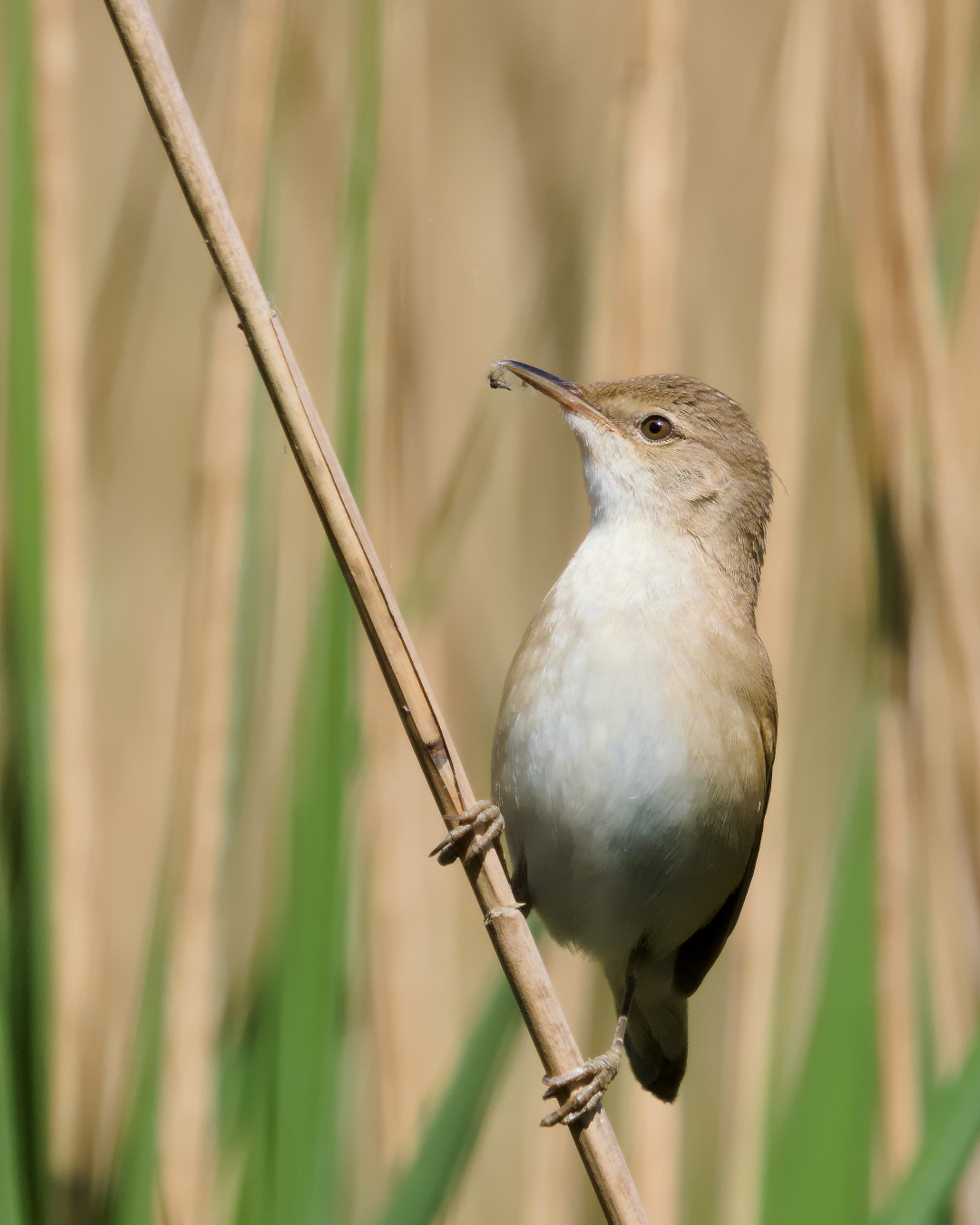
Exemplar fotofrafiat a Anglaterra
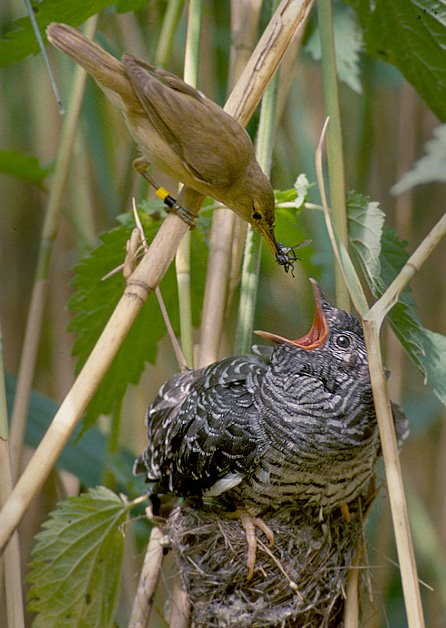
Boscarla de canyar alimentant un pollet de cucut
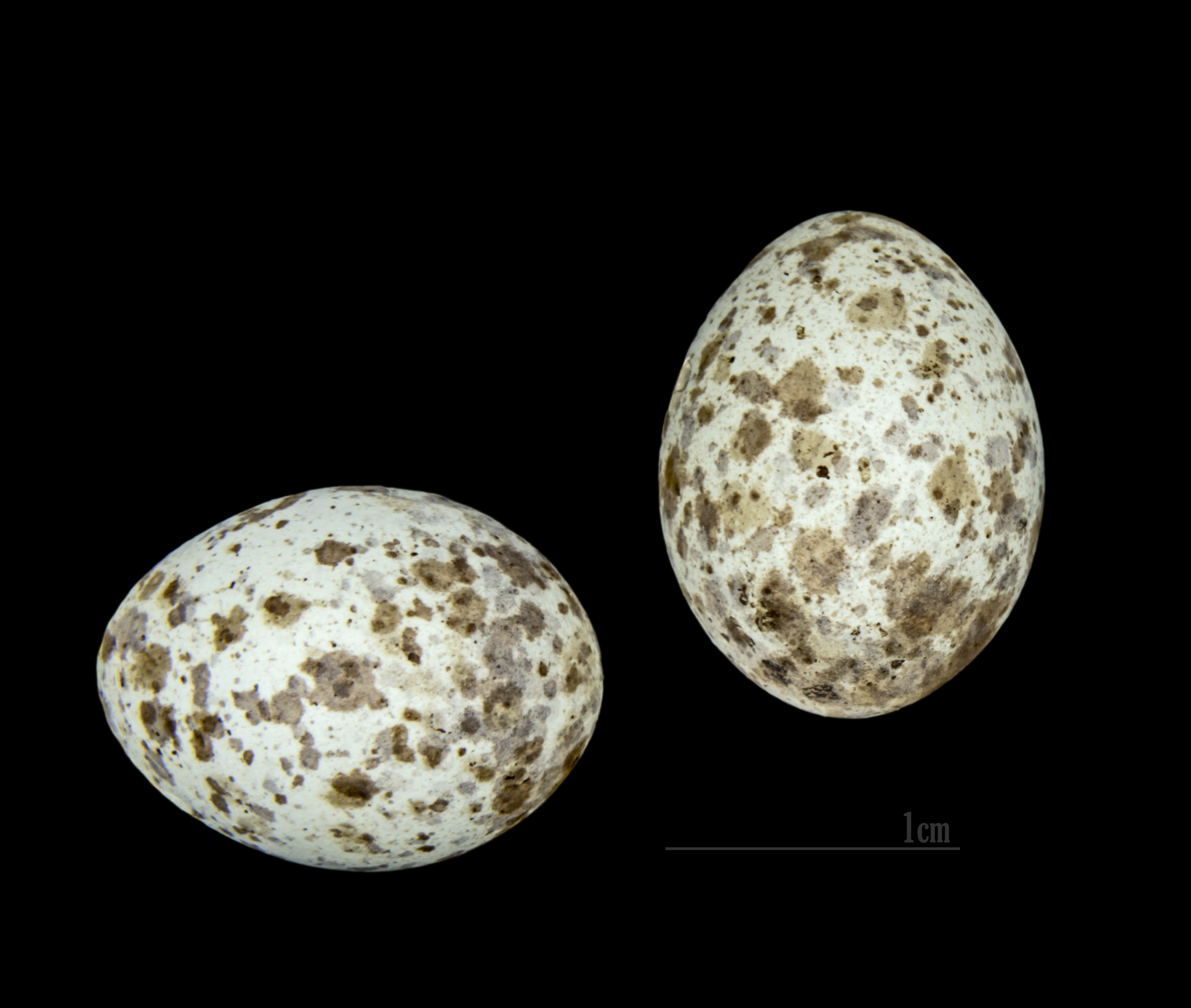
Ous

## Taxonomia
La boscarla africana (Acrocephalus baeticatus era antany considerada una espècie de ple dret, modernament ha estat inclòsa a Acrocephalus scirpaceus, arran estudis coma ara Olsson et al. 2016